# Pteromixanum poxwellense
Pteromixanum poxwellense is een fossiele soort schietmot uit de familie Necrotauliidae.